# デービッド・ブキャナン
- デビッド・ブキャナン

デービッド・アンドリュー・ブキャナン（David Andrew Buchanan, 1989年5月11日 - ）は、アメリカ合衆国・ジョージア州アトランタ出身のプロ野球選手（投手）。右投右打。CPBLの富邦ガーディアンズ所属。

## 経歴

### プロ入り前
2009年のMLBドラフト6巡目（全体194位）でニューヨーク・メッツから指名されたが、ジョージア州立大学へ進学した。

### プロ入りと第一次フィリーズ時代

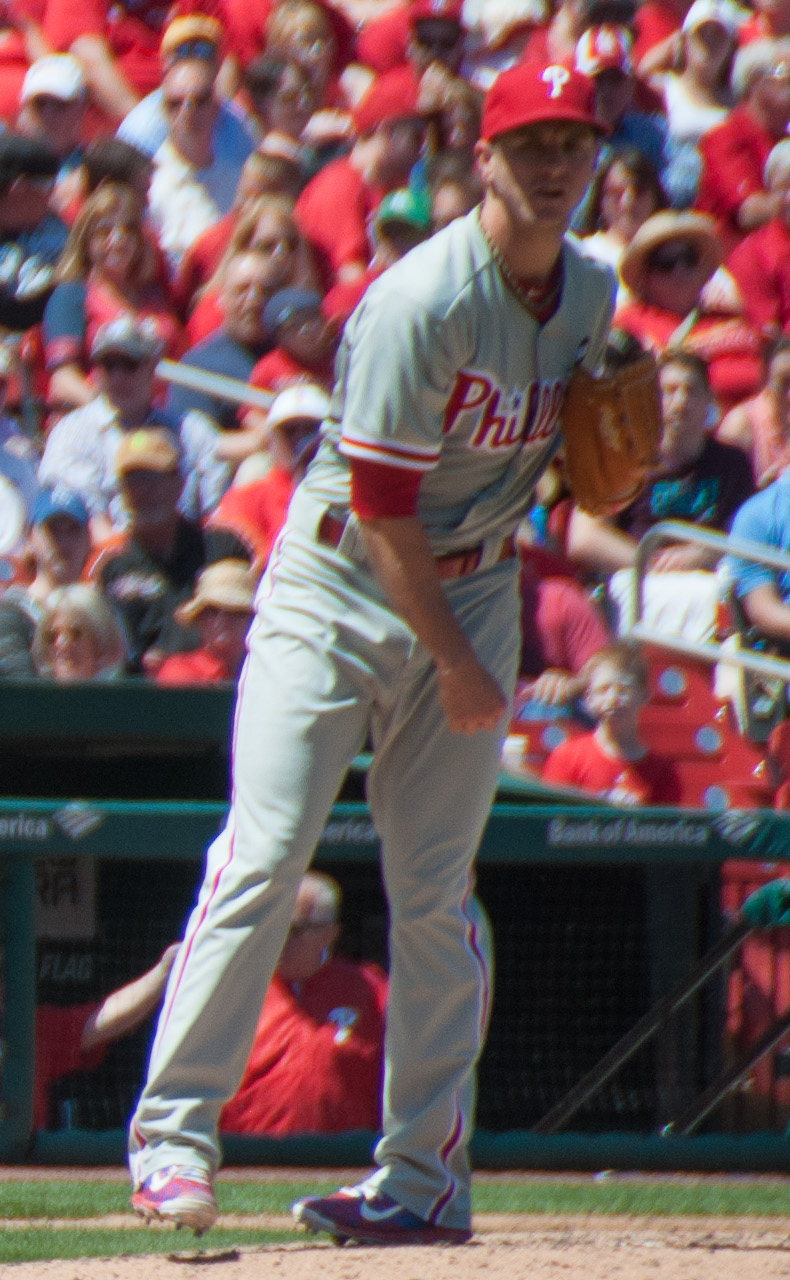
フィラデルフィア・フィリーズ時代
（2015年4月30日）

2010年のMLBドラフト7巡目（全体231位）でフィラデルフィア・フィリーズから指名され契約した。A-級ウィリアムズポート・クロスカッターズで13試合に登板し、3勝1敗・防御率4.21・30奪三振の成績を残した。
2011年はA級レイクウッド・ブルークロウズで20試合に登板し、11勝5敗・防御率3.38・86奪三振の成績を残した。8月にA+級クリアウォーター・スレッシャーズへ昇格。6試合に登板し、3勝2敗・防御率3.90・24奪三振の成績を残した。
2012年はAA級レディング・フィリーズで12試合に登板し、3勝5敗・防御率3.86・40奪三振の成績を残した。
2013年はAA級レディングで22試合に登板し、6勝11敗・防御率4.82・86奪三振の成績を残した。8月にAAA級リーハイバレー・アイアンピッグスへ昇格。6試合に登板し、4勝2敗・防御率3.00・22奪三振の成績を残した。
2014年はAAA級リーハイバレーで開幕を迎え、開幕後は9試合に登板。5勝1敗・防御率3.98の成績で、5月24日にフィリーズとメジャー契約を結んだ。同日のロサンゼルス・ドジャース戦で先発起用されメジャーデビュー。5回を5安打2失点2奪三振に抑え、メジャー初勝利を挙げた。2度目の登板となった5月29日のメッツ戦では、6.2回を投げ7安打4失点し、メジャー初黒星を喫した。以後、先発陣の一角として一定の登板機会を与えられ、最終的には20試合に先発登板した。6勝8敗と負け越したが、防御率3.75・WHIP1.29というまずまずの数字をマークした。
2015年も15試合に先発で投げたが、防御率6.99・WHIP1.85と大炎上、2勝9敗と大きく負け越して2年目のジンクスにぶち当たった恰好となった。
2016年は開幕からマイナー・オプションでAAA級リーハイバレーに配属され、メジャー昇格がないままシーズンを終えた。AAA級リーハイバレーでは27試合に登板し、10勝9敗・防御率3.98・95奪三振であった。11月18日にDFAとなり、23日に自由契約となった。

### ヤクルト時代
2016年12月19日に東京ヤクルトスワローズが獲得を発表した。
2017年は6勝13敗と負け越したものの、チームで唯一規定投球回に到達し、防御率3.66と健闘した。
2018年にはチーム開幕投手に抜擢。外国人投手が開幕投手を務めるのは球団史上4人目で、2004年のジェイソン・ベバリン以来14年ぶりである。横浜DeNAベイスターズとの開幕戦（横浜スタジアム）で6回1失点と好投、勝ち投手となり、自身初の開幕戦を白星で飾った。その後、シーズン最終登板で10勝目を挙げ、チーム最多勝かつ唯一の二桁勝利を達成したものの、リーグ優勝した広島東洋カープには6試合1勝3敗、防御率4.93と相性が悪かった。しかし50イニング以上投球した投手の中ではチーム3位の広島戦防御率であり、チーム自体の相性が良くないことを物語る結果となっている（チームは対広島に6勝19敗と、この年セ・リーグ内で唯一負け越している）。4月6日の対読売ジャイアンツ戦（明治神宮野球場）では投手としては珍しい三塁打を記録した。
2019年は8月に3勝・防御率1.64の成績で月間MVPを受賞するも、コンディション不良や右手の故障の影響もあり年間を通して先発ローテーションを守ることが出来なかった。オフの12月13日、自由契約選手として公示された。

### サムスン時代
2020年1月16日にKBOのサムスン・ライオンズと契約した。KBOでの登録名はビュケノン（뷰캐넌）。同年は1998年のスコット・ベイカーと並ぶサムスンの外国人選手のシーズン勝利数記録（15勝）に並び、チーム最多勝と活躍した。
2021年は16勝（5敗）を挙げ、サムスンの外国人選手のシーズン勝利数を更新。またエリック・ヨキシュとリーグの最多勝投手の個人タイトルを分け合った。
2022年はチーム最多の11勝を記録した。
2023年もチーム最多の12勝を記録したが、2024年の再契約は結ばれなかった。

### 第二次フィリーズ時代
2024年2月13日にフィリーズとマイナー契約を結び、2016年以来のチーム復帰を果たした。開幕後はAAA級リーハイバレーで22試合に登板し、9勝3敗、防御率4.82、78奪三振を記録したが、メジャー昇格の機会はなかった。

### レッズ時代
2024年8月27日に金銭トレードでシンシナティ・レッズに移籍した。8月31日にメジャーリーグに昇格。昇格後は同日に行われたミルウォーキー・ブルワーズ戦に登板。この試合では3.1回を投げて被安打2、1失点と好投したものの登板はこの試合のみで、9月3日にウェイバー公示を経てAAA級ルイビル・バッツに降格した。オフの10月31日にFAとなった。

### レンジャーズ傘下時代
2024年12月31日にテキサス・レンジャーズとマイナー契約を結び、翌2025年のスプリングトレーニングに招待選手として参加することになった。
2025年はAAA級ラウンドロック・エクスプレスで6試合に先発登板したが、0勝1敗、防御率5.28という成績に終わり、4月28日に自由契約となった。

### 富邦時代
2025年5月3日に中華職業棒球大聯盟（CPBL）の富邦ガーディアンズと契約したことが発表された。

## 選手としての特徴
MLB及びマイナーでは主にスターターとして起用され、スリークォーターから、最速93.8 mph（約151 km/h）・平均89 mph（約143km/h）の3種類の速球（フォーシーム、ツーシーム、カットボール）を中心に、決め球である平均82 mph（約132km/h）のチェンジアップ、平均78 mph（約123km/h）のカーブボールを使用する。ストレートの球威はあるものの奪三振率はMLB通算5.4と低く、低めに集めて打たせて取る技巧派右腕。
打撃も良く、三塁打を放つ長打力も併せ持つ。

## 人物
愛妻家である事も知られ、ヤクルト時代のヒーローインタビューなどでも妻や家族への感謝を度々口にしていた。家族は度々観戦に来ている。ファンにも優しい。人柄が良く、ファンからにも愛されている。退団する際にはファンから惜別の声が多数出た。
オーガニック食材を好む。健康オタクであることを自認している。

## 詳細情報

### 年度別投手成績
| 年 度    | 球 団    | 登 板 | 先 発 | 完 投 | 完 封 | 無 四 球 | 勝 利 | 敗 戦 | セ 丨 ブ | ホ 丨 ル ド | 勝 率 | 打 者 | 投 球 回 | 被 安 打 | 被 本 塁 打 | 与 四 球 | 敬 遠 | 与 死 球 | 奪 三 振 | 暴 投 | ボ 丨 ク | 失 点 | 自 責 点 | 防 御 率 | W H I P |
| -------- | -------- | ----- | ----- | ----- | ----- | -------- | ----- | ----- | -------- | ----------- | ----- | ----- | -------- | -------- | ----------- | -------- | ----- | -------- | -------- | ----- | -------- | ----- | -------- | -------- | ------- |
| 2014     | PHI      | 20    | 20    | 0     | 0     | 0        | 6     | 8     | 0        | 0           | .429  | 503   | 117.2    | 120      | 12          | 32       | 2     | 8        | 71       | 0     | 0        | 55    | 49       | 3.75     | 1.29    |
| 2015     | PHI      | 15    | 15    | 0     | 0     | 0        | 2     | 9     | 0        | 0           | .182  | 351   | 74.2     | 109      | 12          | 29       | 1     | 3        | 44       | 2     | 0        | 60    | 58       | 6.99     | 1.85    |
| 2017     | ヤクルト | 25    | 25    | 2     | 1     | 0        | 6     | 13    | 0        | 0           | .316  | 678   | 159.2    | 158      | 19          | 56       | 1     | 9        | 112      | 2     | 1        | 75    | 65       | 3.66     | 1.34    |
| 2018     | ヤクルト | 28    | 28    | 2     | 1     | 1        | 10    | 11    | 0        | 0           | .476  | 751   | 174.1    | 186      | 17          | 53       | 4     | 10       | 95       | 3     | 0        | 85    | 78       | 4.03     | 1.37    |
| 2019     | ヤクルト | 18    | 18    | 0     | 0     | 0        | 4     | 6     | 0        | 0           | .400  | 438   | 99.2     | 118      | 10          | 33       | 0     | 4        | 58       | 1     | 0        | 56    | 53       | 4.79     | 1.52    |
| 2020     | サムスン | 27    | 27    | 1     | 0     | 0        | 15    | 7     | 0        | 0           | .682  | 728   | 174.2    | 172      | 16          | 50       | 0     | 7        | 121      | 2     | 0        | 71    | 67       | 3.45     | 1.27    |
| 2021     | サムスン | 30    | 30    | 1     | 1     | 0        | 16    | 5     | 0        | 0           | .762  | 758   | 177      | 173      | 13          | 59       | 2     | 2        | 162      | 7     | 0        | 71    | 61       | 3.10     | 1.31    |
| 2022     | サムスン | 26    | 26    | 1     | 1     | 0        | 11    | 8     | 0        | 0           | .579  | 691   | 160      | 176      | 10          | 39       | 0     | 8        | 117      | 2     | 0        | 61    | 54       | 3.04     | 1.34    |
| 2023     | サムスン | 30    | 30    | 1     | 0     | 0        | 12    | 8     | 0        | 0           | .600  | 784   | 188.0    | 174      | 4           | 43       | 1     | 6        | 139      | 7     | 1        | 71    | 53       | 2.54     | 1.15    |
| 2024     | CIN      | 1     | 0     | 0     | 0     | 0        | 0     | 0     | 0        | 0           | ----  | 14    | 3.1      | 2        | 0           | 2        | 0     | 0        | 1        | 0     | 0        | 1     | 1        | 2.70     | 1.20    |
| MLB：3年 | MLB：3年 | 36    | 35    | 0     | 0     | 0        | 8     | 17    | 0        | 0           | .320  | 868   | 195.2    | 231      | 24          | 63       | 3     | 11       | 116      | 2     | 0        | 116   | 108      | 4.97     | 1.50    |
| NPB：3年 | NPB：3年 | 71    | 71    | 4     | 2     | 1        | 20    | 30    | 0        | 0           | .400  | 1867  | 433.2    | 462      | 46          | 142      | 5     | 23       | 265      | 6     | 1        | 216   | 196      | 4.07     | 1.39    |
| KBO：4年 | KBO：4年 | 113   | 113   | 4     | 2     | 0        | 54    | 28    | 0        | 0           | .659  | 2961  | 699.2    | 695      | 43          | 191      | 3     | 23       | 539      | 18    | 1        | 274   | 235      | 3.02     | 1.27    |

- 2024年度シーズン終了時
- 各年度の太字はリーグ最高

### 表彰
NPB
- 月間MVP：1回 （投手部門：2019年8月）

### 記録
NPB初記録
投手記録
- 初登板・初先発登板・初勝利・初先発勝利：2017年4月4日、対阪神タイガース1回戦（京セラドーム大阪）、8回1失点
- 初奪三振：同上、1回裏に髙山俊から空振り三振
- 初完投勝利・初完封勝利：2017年6月17日、対北海道日本ハムファイターズ2回戦（明治神宮野球場）

打撃記録
- 初打席：2017年4月4日、対阪神タイガース1回戦（京セラドーム大阪）、2回表に藤浪晋太郎から一塁ゴロ
- 初安打：2017年4月19日、対読売ジャイアンツ2回戦（鹿児島県立鴨池野球場）、3回表に篠原慎平から左翼線二塁打
- 初打点：2018年4月19日、対広島東洋カープ6回戦（MAZDA Zoom-Zoom スタジアム広島）、3回表に岡田明丈から投手犠打野選

NPBその他の記録
- 開幕投手：1回 （2018年）

### 背番号
- 55 （2014年 - 2015年）
- 28 （2017年 - 2019年）
- 4 （2020年 - 2023年）
- 58 （2024年）
- 64 （2025年 - ）